# 焦蓬莪术酮
焦蓬莪术酮是一种倍半萜类有机化合物，分子式C15H16O，存在于莪术（Curcuma zedoaria）、及己（Chloranthus serratus）等植物中。